# Kennedy Mweene
Kennedy Mweene (* 11. Dezember 1984 in Lusaka) ist ein sambischer Fußballtorwart. Der Torhüter ist Rekordspieler seines Landes.

## Vereinskarriere
Mweene spielte für die sambischen Klubs Lusaka Celtic und Kitwe United in der Division One, der zweithöchsten Spielklasse des Landes. Anfang 2006 wurde er vom südafrikanischen Verein Free State Stars verpflichtet und spielte mit dem Verein in der Premier Soccer League. In seiner ersten Saison stand er immer wieder in der Stammformation, verlor aber seinen Posten auch wieder. Am Ende der Saison stieg der Verein in die Mvela Golden League ab, Mweene blieb dem Verein allerdings treu und wurde dauerhaft Stammkeeper.
In der folgenden Saison stieg man mit 18 Punkten Vorsprung als Tabellenerster wieder souverän in die höchste nationale Spielklasse auf, zudem konnte man den Mvela Golden League Cup, ein Pokalwettbewerb für die Zweitligisten, gewinnen. Auch in der Saison 2007/08 war Mweene Stammtorhüter der Free State Stars. Für seine Leistungen in der Spielzeit 2008/09 wurde Kweene als ABSA Premiership Goalkeeper of the Season ausgezeichnet. Seit Anfang 2008 ist Mweene als Schütze auch für die Strafstöße seiner Mannschaft zuständig.

## Nationalmannschaftskarriere
Kennedy Mweene kam 2004 gegen Malawi zu seinem ersten A-Länderspiel für die sambische Nationalmannschaft. Zuvor gewann er 2003 mit der U20-Nationalelf den COSAFA-U20-Cup. Lange Zeit blieb er hinter Kalililo Kakonje nur Ersatztorhüter, 2005 kam er ein Jahr nach seinem Debüt wegen einer Verletzung des etatmäßigen Torhüters zu einem Einsatz, leistete sich dabei allerdings zwei schwere Fehler und musste wieder auf die Bank. Nachdem Sambia in der WM-Qualifikation mit 1:4 gegen Togo verloren hatte, kehrte Mweene ins Tor zurück und konnte sich für längere Zeit etablieren. Erst unmittelbar vor der Afrikameisterschaft 2006 verlor er seinen Stammplatz an George Kolala. Im dritten und letzten Vorrundenspiel kehrte er wieder in die Stammelf zurück und half beim 1:0-Sieg über Landesnachbar Südafrika.
Mit dem Amtsantritt von Patrick Phiri nach der Afrikameisterschaft verlor er seinen Platz im Tor nochmals kurzzeitig an Kolala, erhielt ihn aber nach einigen Patzern seines Konkurrenten im COSAFA-Cup 2006 gegen Botswana zurück. Er stand im siegreichen Finale gegen Angola ebenso auf dem Platz wie im CECAFA-Cup, als man als Gastteam den Turniersieg erringen konnte.
Bei den Afrikameisterschaften 2008, 2010, 2012, 2013 und 2015 reiste Mweene als Stammtorhüter an. Im Halbfinale der Afrikameisterschaft 2012 hielt er einen Strafstoß von Asamoah Gyan, im Finale parierte er im Elfmeterschießen einen Elfmeter und verwandelte selbst und trug damit wesentlich zu Sambias erstem Afrikameisterschaftsgewinn bei. Bei der Afrikameisterschaft 2013 traf er im Gruppenspiel gegen Nigeria per Strafstoß zum 1:1-Endstand und erzielte so sein erstes Tor im Nationaltrikot. Sein zweites Tor erzielte er am 15. Oktober 2014 beim 3:0 gegen den Niger in der Qualifikation zur Fußball-Afrikameisterschaft 2015 erneut per Elfmeter. Am 29. Mai 2015 machte er im Spiel um Platz 5 beim COSAFA Cup 2015 sein 100. Länderspiel.

## Erfolge
- Afrikameister: 2012
- Sieger CAF Champions League: 2016
- Sieger CAF Super Cup: 2017
- Meister der Premier Soccer League: 2014, 2016, 2018
- Sieger Hage-Geingob-Cup der Namibia Football Association: 2014, 2015